# 小巧毛刺蟹
小巧毛刺蟹（学名：Pilumnus minutus）为扇蟹科毛刺蟹属的动物。分布于日本、马来群岛以及中国大陆的广东、山东等地，生活环境为海水，多见于水深10-50米处的沙质或泥质海底或岩石缝及海绵中。其生存的海拔范围为-50至-10米。
其种加词“minutus”意为“微小的”。